# William Brent Bell
William Brent Bell (Lexington, 17 settembre 1970) è un regista, sceneggiatore produttore cinematografico statunitense.

## Biografia
William Brent è nato a Lexington, Kentucky. Nel 1999 dà inizio alla sua carriera girando il corto Sparkle and Charm. Nel 2000, insieme al suo amico Matthew Peterman, dirige Mercury, che fu comprato dalla Universal Studios e ha avuto come produttore cinematografico Gale Anne Hurd.
La sua notorietà aumenta quando dirige il film Stay Alive. Nel 2012 ha diretto L'altra faccia del diavolo e nel 2014 Wer - La bestia, che è stato nominato in Italia con il nome di Le metamorfosi del male. Seguono The Boy nel 2016 ed il sequel The Boy - La maledizione di Brahms nel 2020. Sempre nel 2020 viene annunciato che dirigerà il prequel del noto film Orphan, intitolato Orphan: First Kill. Nel 2021 dirige l'horror sovrannaturale Separazione.

## Filmografia

### Regista
- Sparkle and Charm (1999)
- Stay Alive (2006)
- L'altra faccia del diavolo (2012)
- La metamorfosi del male (2014)
- The Boy (2016)
- The Boy - La maledizione di Brahms (Brahms: The Boy II) (2020)
- Separazione (2021)
- Orphan: First Kill (2022)
- Il signore del disordine (Lord of Misrule) (2023)